# Lucas Vorsterman

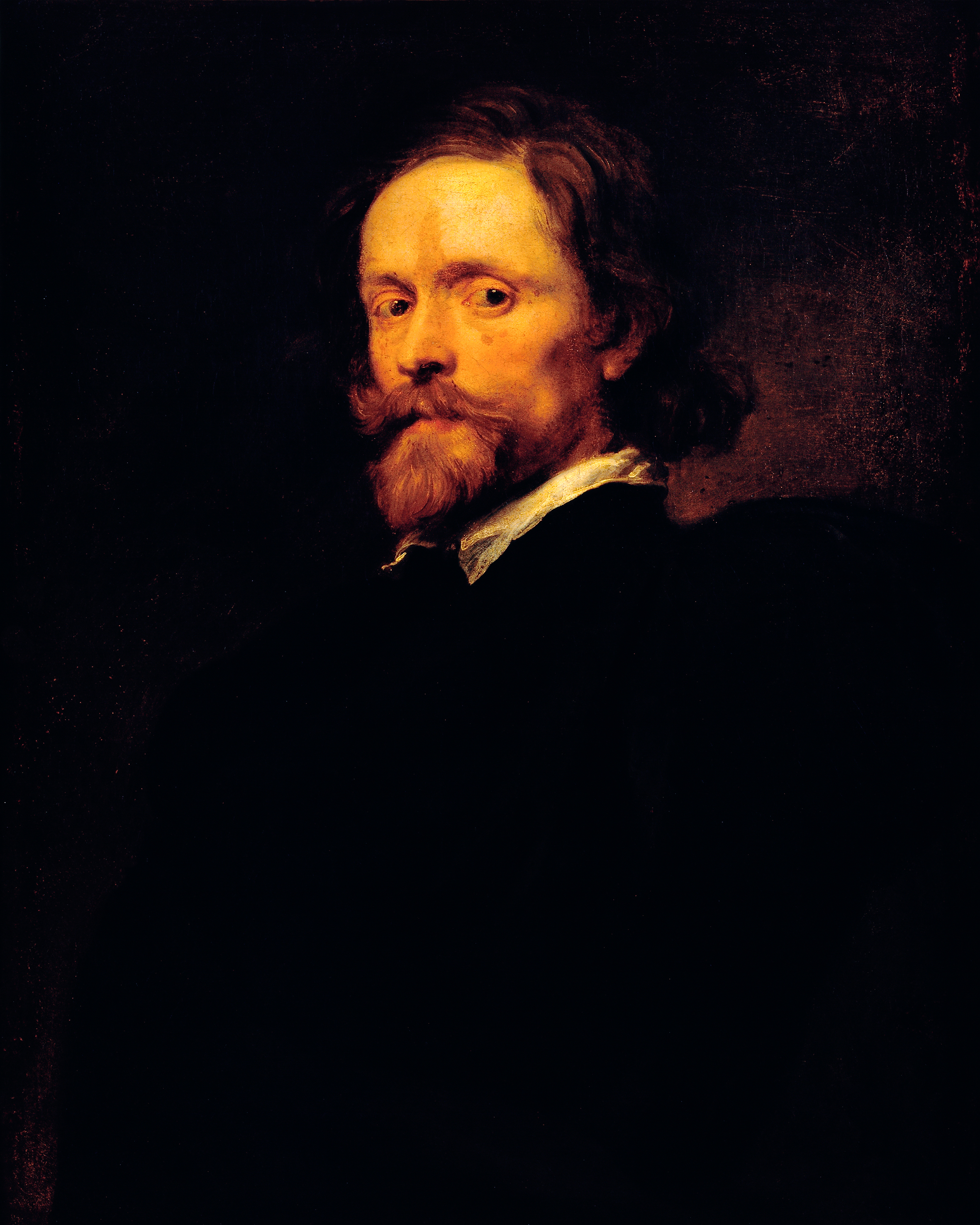
Portret van Lucas Vorsterman door Antoon van Dyck, ca.1630

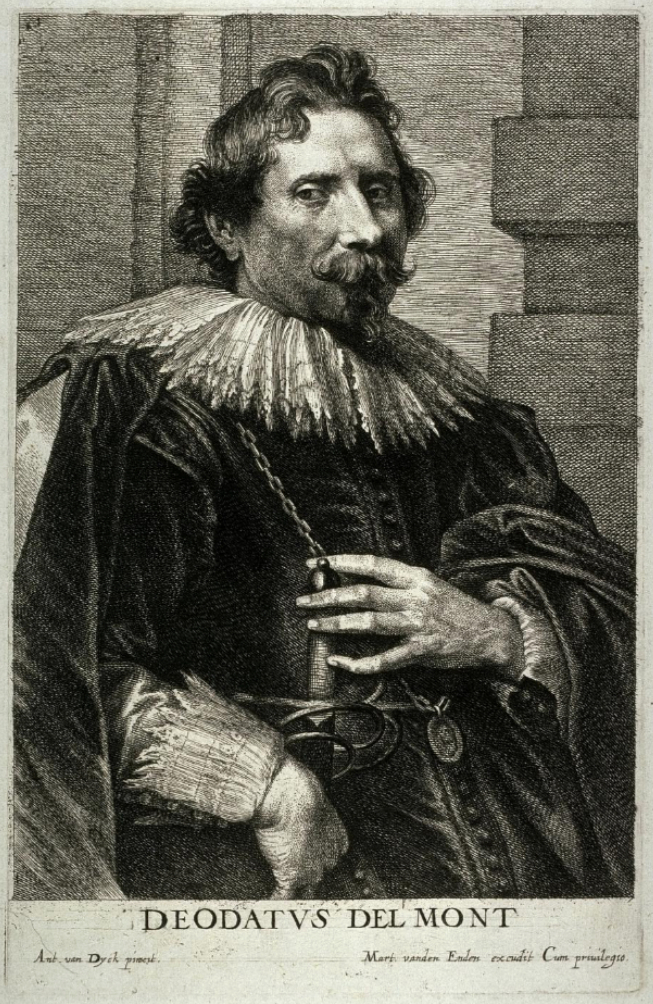
Deodaat del Monte: gravure door Lucas Vorsterman

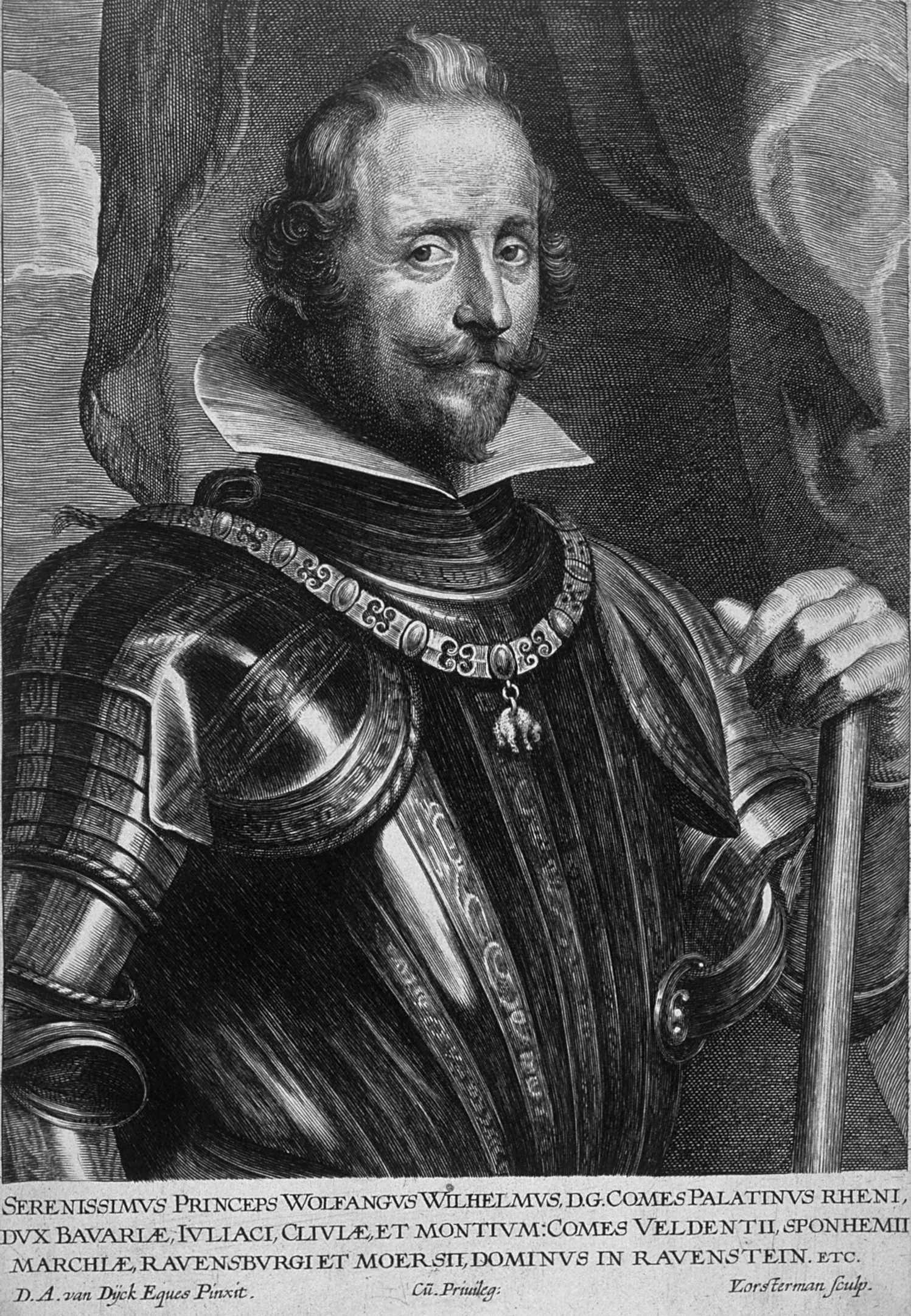
Wolfgang Wilhelm von Pfalz-Neuburg: gravure van Lucas Vorsterman naar een portret van Anthony van Dyck.

Lucas Vorsterman (Zaltbommel, 1595 - Antwerpen, 1675) was een Nederlands graveur.

## Levensloop
In 1618 kon hij in Antwerpen aan de slag als graveur in het atelier van Rubens. Vorsterman was, zoals verschillende van de andere graveurs waarmee Rubens samenwerkte, geboren in Nederland, in Zaltbommel. In 1620 werd hij geregistreerd als burger in Antwerpen.
Rond 1622 kwam er een einde aan de samenwerking tussen Rubens en Vorsterman.
In 1624 vertrok Vorsterman naar Engeland en na zijn terugkeer werkte hij nog 1 keer samen met Rubens in 1638. Hij begon wel een samenwerking met Anthony van Dyck. Tot de leerlingen van Lucas Vorsterman kunnen Paulus Pontius, Hans Witdoeck en Marinus Robyn van der Goes gerekend worden.
De laatste jaren voor zijn dood had Vorsterman het zicht verloren en leefde hij in armoede. Hij werd onderhouden door het Sint-Lucasgilde tot aan zijn dood in 1675.

## Eerste samenwerking
Aan het begin leek de samenwerking tussen Rubens en Vorsterman vlot te verlopen. In 1619 vermeldde Rubens in zijn briefwisseling aan Pieter Van Veen dat hij tevreden was met een jonge, misschien minder ervaren graveur maar iemand die volledig onder zijn controle stond. De graveurs waar hij voorheen mee gewerkt had waren meer ervaren dan zijn huidige graveur en hielden te sterk vast aan hun eigen visie. Dat Rubens het hier over Vorsterman had is heel waarschijnlijk omdat Vorsterman overeenkomt met de beschrijvingen van Rubens en omdat Rubens in zijn brieven in enkelvoud schreef over ‘zijn graveur’. Het kon dus maar om 1 graveur gaan, en in die periode is het zeker dat Vorsterman al in zijn atelier werkte.
Vorsterman was dus een graveur die hij nog kon ‘kneden’ en dat beviel hem. Bovendien schreef hij in deze brief dat hij wilde dat de gravures in zijn aanwezigheid, dus onder zijn controle gemaakt werden. Er zijn proefdrukken bewaard van gravures van Vorsterman die door Rubens werden bijgewerkt op de plaatsten waarvan hij ontevreden was. Het is dus duidelijk dat Vorsterman werkte in opdracht van Rubens en dat zijn al zijn gravures gecontroleerd werden door Rubens voordat ze uitgegeven werden.

## Uitbatingsprivilege
In een brief van 23 januari 1619 aan dezelfde Pieter Van Veen vernoemde Rubens 18 onderwerpen voor gravures die hij wilde laten graveren door Vorsterman. Het lijkt er dus op dat Rubens plannen had om een groot gravure-project op te starten. Voor hij die gravures zou uitgeven wilde hij een ‘uitbatingsprivilege’ verkrijgen. Die privileges waren ontstaan vanuit de noodzaak auteurs van werken te beschermen tegen de reproductiegrafiek. Het ging om een soort ‘auteursrecht’ dat een schilder kon aanvragen bij een hoge autoriteit, bijvoorbeeld een koning of een keizer. Wanneer die aanvraag goedgekeurd werd was een gravure, uitgevaardigd met vermelding van het privileges, beschermd tegen kopieën in het bestuursgebied van die autoriteit, voor een bepaalde tijdsperiode.
Nu Rubens volledig tevreden was over de resultaten die hij bereikte met Vorsterman wilde hij zijn gravures kunnen beschermen tegen kopiisten. Hij verkreeg 3 verschillende privileges voor zijn gravures; een van de Spaanse koningen, een van de Franse koning en, na nogal wat aandringen, een van de Staten-Generaal van de Republiek. Uiteindelijk werden er in 1620 negen Vorstermanprenten uitgebracht, voor de eerste keer met onderaan de drievoudige formule van de uitbatingprivilegies: ‘Cum privilegiis Regis Christianissimi, Principum Belgarum et Ordinum Bataviae.’ (Spaanse Nederlanden, Frankrijk en de Verenigde Provinciën).
Op die manier kon Rubens zelf de winst van de reproducties naar zijn werken opstrijken. Hij beweerde echter dat het hem niet zozeer om financiële redenen te doen was, maar vooral om zijn ‘artistieke credo uit te dragen’. Gravures waren uiteraard een belangrijke manier om je inventies bekend te maken in de rest van Europa, bij een brede laag van de bevolking. Met de privileges kon men zich ook beschermen tegen kopieën van laag niveau die je reputatie konden schaden.
De bepalingen omtrent deze ‘uitbatingsprivileges’ waren echter niet volledig duidelijk, en dat zorgde ervoor dat er zich nieuwe problemen ontwikkelden. Het was namelijk niet duidelijk voor wie het ‘copyright’ nu juist bescherming bood; voor de ‘inventor’ of de graveur? Deze onduidelijkheid gaf in Rubens dagen geregeld aanleiding tot rechtszaken tussen graveurs en schilders.

## De breuk tussen Vorsterman en Rubens
Waarschijnlijk was dit ook een van de belangrijkste oorzaken van de problemen tussen Rubens en Vorsterman. Het is duidelijk dat Rubens de privileges als een bescherming van zijn ‘inventies’ beschouwde. Omdat er van Vorsterman geen schrijfsels bewaard zijn is het onduidelijk wat zijn mening hierover was. Van Rubens zijn er een aantal brieven bewaard waaruit duidelijk blijkt dat de samenwerking met Vorsterman steeds minder vlot verliep.
Uit brieven die Rubens naar Pieter Van Veen schreef blijkt namelijk dat Vorsterman niet tevreden was met zijn status in het atelier van Rubens. Op 30 april schreef Rubens aan Van Veen dat sinds 2 jaar niet meer gewerkt was aan de gravures ‘per il capriccio del mio intagliatore’. ‘Capriccio’ is een woord dat hij ook al gebruikte om de graveurs te beschrijven waar hij vroeger mee samenwerkte. Ik denk dat je het in die context het best kan vertalen als eigengereidheid; te sterk je eigen visie willen doordrukken. Volgens Rubens beweerde Vorsterman dat zijn expertise en zijn beroemde naam de enige maatstaven waren voor de ‘waarde’ van de gravures. Rubens was het daar helemaal niet mee eens. Hij verwijst in zijn brief naar de voortekeningen die zijn inventie waren en van veel betere kwaliteit dan de gravures van Vorsterman.
Een andere aanwijzing van de onenigheden tussen de twee kunstenaars is te vinden in de opdrachten van de gravures. Alle gravures van 1620 werden in naam van Rubens opgedragen aan vooraanstaande persoonlijkheden en vrienden. Rubens liet dus niet toe dat Vorsterman zijn gravures zelf opdroeg aan iemand, wat volgens Hymans zeer ongebruikelijk was. Zeker wanneer de graveur ook uitgever was van de prenten, zoals Vorsterman, was het de gewoonte dat de graveur de prent aan iemand opdroeg. In 1621 was het voor 2 gravures toch in naam van Vorsterman dat het werk opgedragen werd. Volgens Van Hout kan Rubens niet blij geweest zijn met het feit dat Vorsterman de gravures zelf van een opdracht voorzag. Van Hout ziet dit dan ook als een van de aanleidingen voor de breuk tussen Rubens en Vorsterman. Ik vind het moeilijk te geloven dat Vorsterman deze opdrachten aanbracht zonder het medeweten of tegen de zin van Rubens, aangezien deze alles onder zijn controle wilde laten gebeuren. Volgens mij is het waarschijnlijker dat Rubens hiermee instemde om de samenwerking met zijn beste graveur niet in gevaar te brengen.
In het jaar 1622 zijn er ook verschillende bronnen die erop kunnen wijzen dat Vorsterman Rubens fysiek zou hebben aangevallen. De vrienden van Rubens dienden een aanvraag in bij de Geheime Raad om Rubens te laten beschermen omdat hij bedreigd was door een agressor. In dezelfde periode ging in Parijs het gerucht dat Rubens in zijn atelier zou aangevallen zijn door zijn graveur. Het is echter helemaal niet zeker dat er zich een incident heeft voorgedaan. Op basis van de bronnen voorhanden lijkt het mij niet mogelijk dat te bevestigen en is het dus beter daar geen verdere conclusies uit te trekken, hoewel dat in de literatuur wel regelmatig werd gedaan.
In een brief van 19 juni schreef Rubens wel nog aan Van Veen dat zijn graveur zich in ‘een toestand van zinsverbijstering’ bevond. Ook in het verzoek ter bescherming van de vrienden van Rubens en in de brieven van Peiresc werd geïnsinueerd dat de agressor van Rubens waanzinnig was. Zo gek kan de graveur echter niet geweest zijn. Op 9 juni had hij de dochter van een collega, Andries Pauwels, boven de doopvont gehouden. Hoewel dat een gebruik was dat heel vaak voorkwam in het kunstenaarsmilieu en de betekenis ervan dus niet mag overschat worden, wijst het er toch op dat Vorsterman nog steeds steun genoot van een deel van de kunstwereld. Getuige van zijn blijvend aanzien is het feit dat hij op 11 juli 1622 zijn eigen privilege ontving om zijn gravures uit te brengen. Hiermee had hij zich volledig losgemaakt van Rubens. Rubens bracht nadien nog een aantal gravures van de hand van Vorsterman uit, maar zonder vermelding van de naam van de graveur. In 1624 vertrok Vorsterman naar Engeland.
Bijna alle auteurs schrijven op basis van hun geloof in een aanslag, dat de reactie van Vorsterman niet louter verklaard kan worden door te verwijzen naar een ruzie over geld of een zakelijk conflict. Volgens Van Den Wijngaert bijvoorbeeld speelden de gierigheid en het slechte karakter van Rubens en de psychologische problemen van Vorsterman een belangrijke rol in het conflict. Held pleit ervoor de relatie tussen Rubens en Vorsterman psychologisch te onderzoeken om op die manier klaarheid te brengen over de oorzaken en aanleiding. Daarnaast hielden Van Den Wijngaert en Held zich vooral bezig met de vraag wie nu de schuldige was van de breuk. Volgens mij is dat een vraag waar je onmogelijk een juist antwoord op kan formuleren. Ik geloof dat - ook omdat er geen sluitend bewijs is voor ‘het incident’- het best mogelijk was dat de twee kunstenaars het gewoon oneens waren over de opdrachten bij de gravures en de manier waarop de winsten werden verdeeld. Uiteindelijk lijkt de belangrijkste oorzaak voor hun breuk het feit dat ze het niet eens konden raken over de verschillen in status van graveur en inventor. Dat Rubens en Vorsterman, na zijn terugkeer uit Engeland, toch nog samen werkten kan erop wijzen dat Rubens nu wel bereid was de waarde van zijn graveur te erkennen, of dat Vorsterman vrede had genomen met zijn ondergeschikte positie.

## Graveur
Vorsterman kreeg belangrijke opdrachten als etser en graveur. Tientallen ervan zijn gebruikt in Antonius Sanderus' Chorographia Sacra Brabantiae. Het zijn gedetailleerde zichten in vogelperspectief op gebouwen en streken.

## Galerij

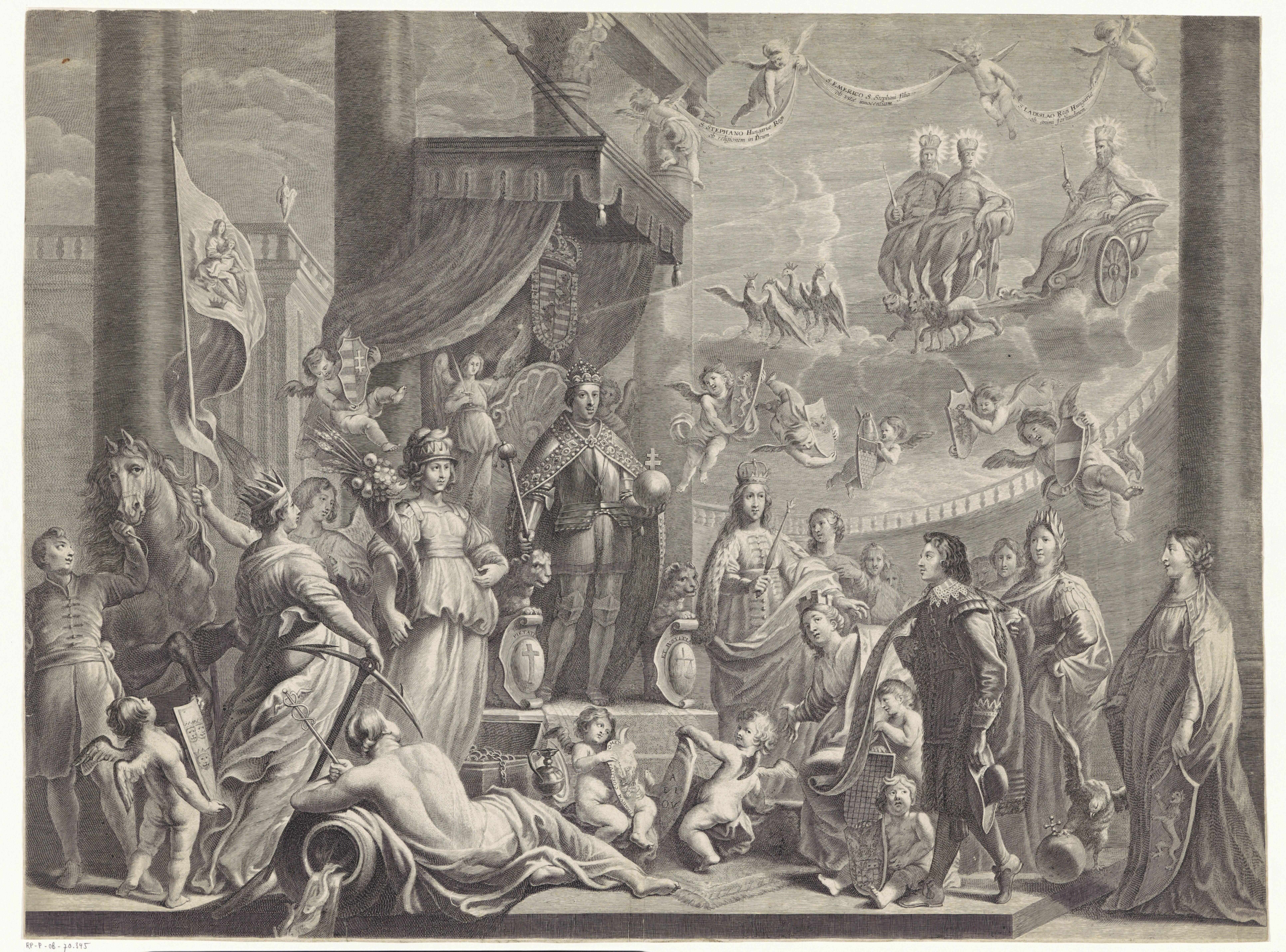
Allegorische voorstelling met Ferdinand III (Duits keizer)
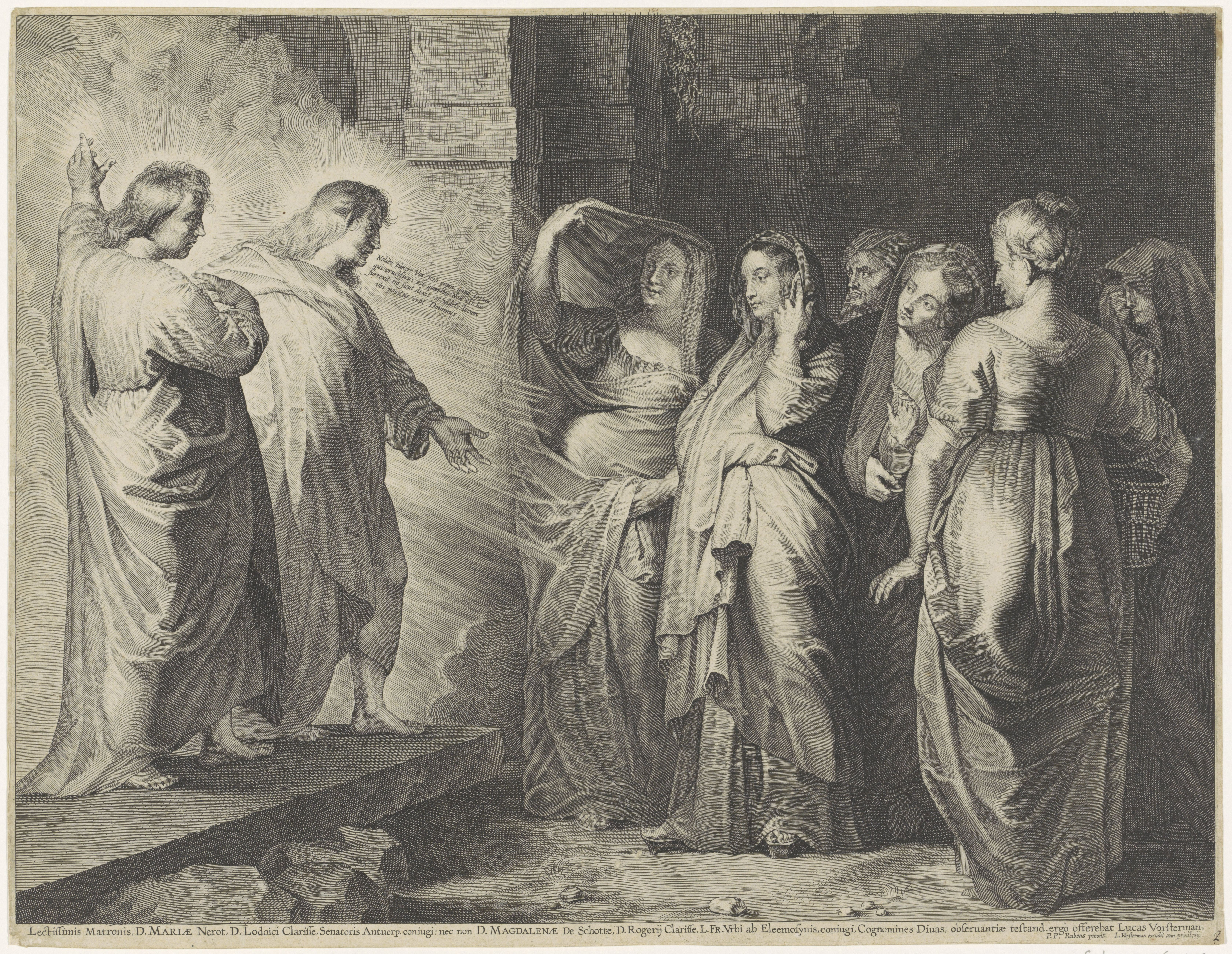
Heilige vrouwen bij het graf
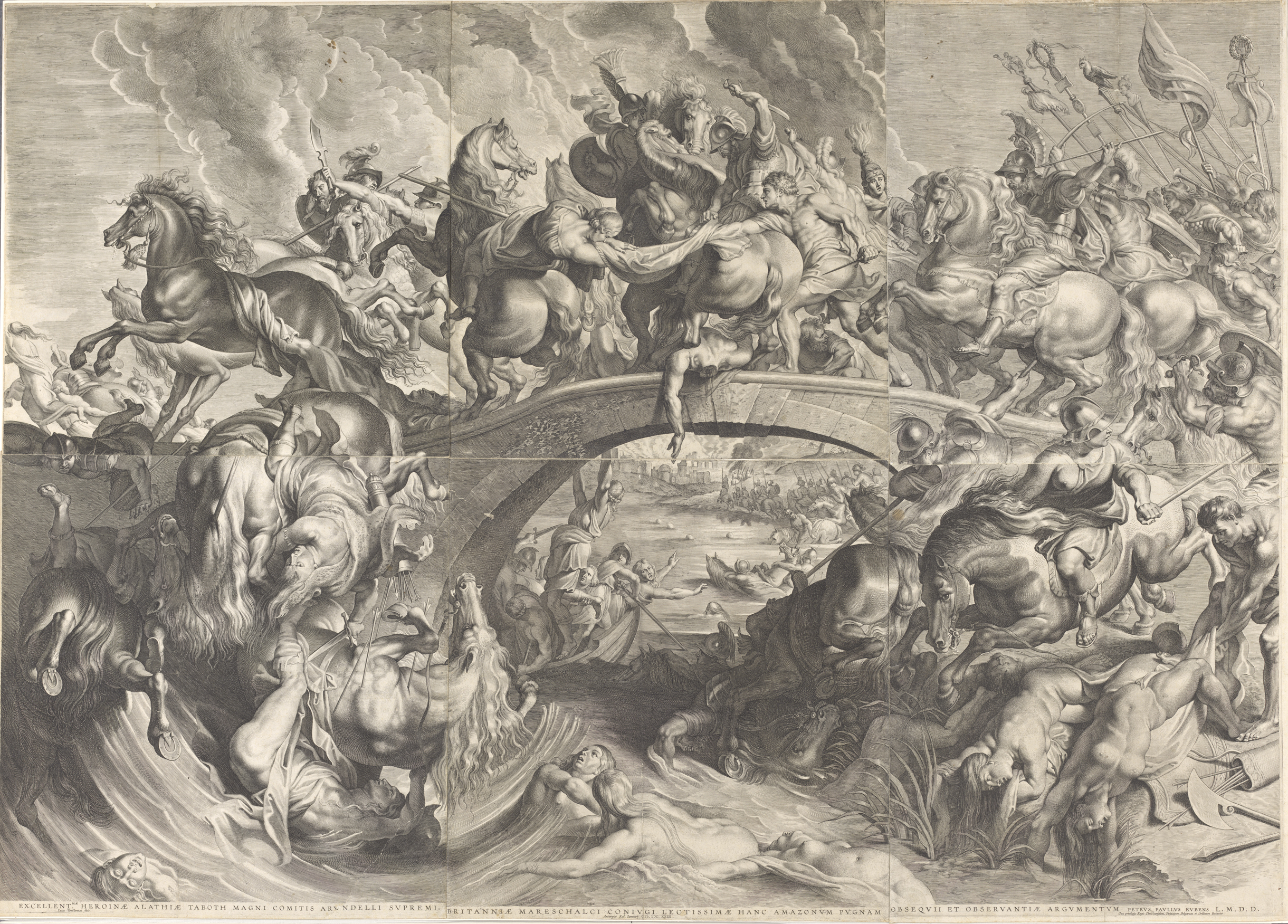
Slag van de Amazonen